# Janssons frestelse

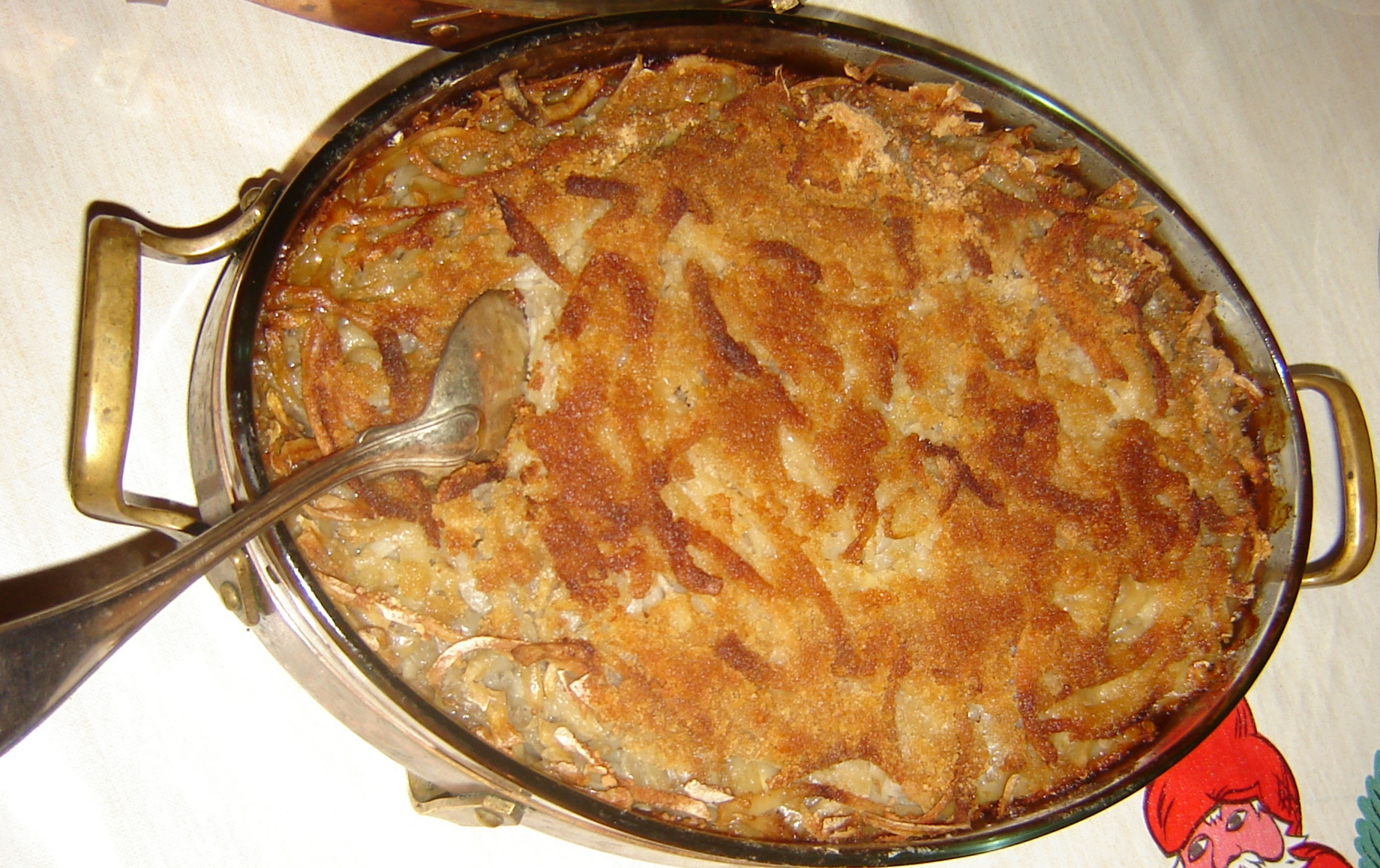
Janssons frestelse.

La Janssons frestelse (littéralement « la tentation de Jansson ») est une spécialité culinaire traditionnelle suédoise à base de pommes de terre, d'oignons et de sprats. Il fait normalement partie du julebord suédois, c'est-à-dire du buffet de Noël, mais se sert aussi en d'autres occasions. Ce plat est également très populaire en Finlande, sous le nom de Janssoninkiusaus, qui a la même signification.

## Préparation
Il s'agit d'un gratin qui associe pommes de terre et poisson. Les pommes de terre, taillées en fines tranches, sont étalées au fond d'un plat à gratin, puis en alternance sont ajoutés des filets de sprats et des oignons finement hachés. Chaque couche est assaisonné de sel et de poivre et de la crème est versée sur l'ensemble jusqu'à remplir le plat. L'ensemble est cuit au four à 200 °C pendant environ une heure.

## Nom et origine
Le nom de ce plat est souvent attribué à Pelle Janzon (1844-1889), chanteur d'opéra qui avait une réputation de gourmet.
Toutefois, une autre version attribue ce nom à Gunnar Stigmark dans un article intitulé « Så var det med Janssons frestelse », paru dans la revue spécialisée Gastronomisk kalender. Selon Stigmark, le nom viendrait du film Janssons frestelse (1929) dans lequel jouait Edvin Adolphson, populaire acteur suédois et c'est la mère de Stigmark et sa cuisinière qui auraient donné le nom de ce film au plat, nom qui s'est ensuite répandu dans les foyers, puis dans les livres de recettes.